# Aspila conifera
Aspila conifera är en fjärilsart som beskrevs av George Francis Hampson 1913. Aspila conifera ingår i släktet Aspila och familjen nattflyn. Inga underarter finns listade i Catalogue of Life.